# Thomas William Richardson
Thomas William Richardson, britanski general, * 1895, † 1968.